# Maddalena (opera)
Maddalena (in russo Маддалена) è un'opera lirica incompiuta di Sergej Sergeevič Prokof'ev scritta fra il 1911 e il 1913.

## Storia
Prokof'ev si cimentò con l'opera a soli otto anni scrivendo Il gigante; in seguito, sempre giovanissimo, scrisse Sulle isole deserte nel 1902, Il festino in tempo di peste nel 1903 e Ondina nel 1904, tutte opere abbozzate in versione per pianoforte. Sarà soltanto nel 1911 che il musicista scriverà quello che può essere considerato il suo primo saggio maturo in campo teatrale: Maddalena.
Mentre era ancora studente di composizione al Conservatorio di San Pietroburgo, Prokof'ev rimase affascinato da una storia dalle forti tinte ambientata a Venezia e scritta, nel 1905, da Magda Gustavovna Liven Orlova, sotto le mentite spoglie di Barone Liven; la scrittrice era, come disse Prokof'ev, "una giovane signora della buona società più ricca di fascino che di talento". Il musicista scrisse la partitura di un atto e quattro scene nel 1911, ultimandola durante l'estate nella versione per voce e pianoforte, orchestrando poi solo la prima scena nel 1912. La sua speranza di un'esecuzione al Conservatorio naufragò presto perché le parti vocali vennero trovate eccessivamente difficili. Prokof'ev, per nulla demoralizzato, contattò nel 1913 Kostantin Mardžanov, direttore del Teatro Libero di Mosca, nel tentativo di far rappresentare la sua opera; il teatro però versava in difficoltà economiche e venne chiuso impedendo la messa in scena di Maddalena.
Nell'estate il musicista rielaborò in parte la partitura delle ultime scene e fece ascoltare l'opera all'amico Mjaskovskij a cui la dedicò. Poco dopo vi furono ancora trattative con il Teatro privato di Zimin a Mosca, ma non potendo terminare velocemente l'orchestrazione in quanto impegnato nella stesura de Il giocatore, Prokof'ev rinunciò.
La partitura rimase così, incompiuta, negli archivi delle Edizioni Musicali di Stato e fu solo grazie a un socio della Édition russe de Musique che si riuscì a far trasferire il manoscritto a Parigi evitando in tal modo una probabile distruzione dello stesso negli anni della rivoluzione. Nel 1960 la partitura passò nelle mani della Boosey & Hawkes di Londra. Nel 1979 il direttore d'orchestra Edward Downes si occupò di completare l'orchestrazione delle tre scene rimanenti seguendo le indicazioni lasciate da Prok'f'ev sul manoscritto. La prima esecuzione assoluta della versione completata avvenne prima alla BBC Radio 3 in forma di concerto e quindi, come rappresentazione, il 28 novembre 1981 all'Opernhaus di Graz. 

## Trama
Venezia, XV secolo.

Scena prima. Maddalena si affaccia alla finestra della casa dove vive con il marito, il pittore Genaro. In lontananza si odono i canti dei gondolieri. Da una delle imbarcazioni, che si è avvicinata, Maddalena sente chiamare il suo nome da Duenna, sua amica, che si trova con il fidanzato Romeo; poiché la vedono malinconica la invitano a raggiungerli per fare un giro in laguna sulla gondola. Maddalena però declina l'invito dicendo di essere in attesa dell'arrivo di Genaro; intanto scende il crepuscolo sulle acque della laguna e i gondolieri si allontanano.
Scena seconda. All'improvviso giunge Genaro che abbraccia la moglie e le rinnova il suo amore. Maddalena è però inquieta e sembra non volere le attenzioni del marito, mostrandosi assente e scostante; tuttavia alla fine gli si avvicina, lo rassicura e ricambia l'abbraccio. 
Scena terza. I due giovani vengono interrotti da Stenio, alchimista e amico di vecchia data di Genaro. I due si ritrovano dopo parecchio tempo e Stenio chiede a Genaro notizie di Maddalena che egli non conosce, ma che sa essere di grande bellezza. L'alchimista confida all'amico di essere anch'egli innamorato da tre mesi di una donna affascinante e misteriosa che lo ha stregato e di cui non conosce neppure il nome. Genaro resta impressionato e scosso dal racconto dell'amico.
Scena quarta. Stenio sente improvvisamente dei rumori dal piano superiore; come per intuizione corre al primo piano dell'abitazione e trova Maddalena, seminascosta nella penombra. In lei Stenio riconosce la sua amante misteriosa e, sconvolto, si scaglia contro di lei. Genaro viene così a conoscere il tradimento della moglie mentre Maddalena, silenziosa, resta impassibile, preoccupata solo di salvare i suoi gioielli. I due uomini, entrambi furibondi, si gettano su di lei intenzionati a ucciderla, ma lei, in nome dell'onore, li invita a sfidarsi a duello. Genaro uccide Stenio, è però a sua volta ferito mortalmente; egli vorrebbe punire Maddalena invitandola a unirsi a lui al cospetto di Dio. La donna, con perfidia, rivendica la propria libertà chiedendosi se, per caso, avesse mai amato i due uomini; apre quindi la finestra invocando aiuto a gran voce poiché, dice, uno sconosciuto le ha ucciso il marito.

## Analisi
La fosca vicenda di Maddalena che aveva così fortemente attratto Prokof'ev viene da lui trattata musicalmente in maniera che non ha nulla di banalmente melodrammatico come presentato nelle pagine dell'autrice. Tutto ciò che nella storia è eccessivo, sopra le righe, funereo, viene trasposto nella partitura con una grande misura ed equilibrio; ciò non vuol dire che l'opera di Prokof'ev non rispecchi l'intreccio di conflitti, amori e morte della storia, anzi, tutto questo è sottolineato dalla musica con una tensione continua che preannuncia la tragedia finale.
 Prokof'ev tende a sottolineare soprattutto gli stati d'animo dei personaggi che sono come influenzati costantemente dall'atmosfera che li circonda; la loro psicologia è posta in rilievo dai brevi leitmotiv che il musicista usa per accentuare la drammaticità della storia. Il più importante è quello di Maddalena, sfumato, misterioso e ambiguo come è la protagonista; il motivo di Genaro e del suo amore è una sorta di "melodia infinita", passionale e intensa; anche le tinte oscure del crepuscolo e della notte sono sottolineate da un bteve motivo, costante, di stampo impressionistico.  L'ambientazione quattrocentesca in una Venezia dai tramonti dorati sulla laguna, un po' crepuscolare e decadente, influisce sui sentimenti tormentati dei tre giovani e ne diventa lo specchio delle loro passioni.
La figura di Maddalena che comprende in sé fascino, innocenza e malvagità, è ben delineata dalla musica di Prokof'ev, ma in modo efficace in particolare nella prima scena dell'opera, quella orchestrata dal compositore. Le altre tre scene rimangono comunque incompiute, anche nella strumentazione di Downes, in quanto mancano della sapienza timbrica creativa di Prokof'ev e della sua innata spontaneità nel trattare la materia sonora.

## Organico orchestrale
Ottavino, tre flauti, due oboi, corno inglese, due clarinetti, clarinetto basso, due fagotti, controfagotto, sei corni, quattro trombe, tre tromboni, basso tuba, timpani, tam-tam, piatti, grancassa, tamburo, triangolo, due arpe, archi.